# Bowood
Bowood var en civil parish från 1858 till 1890 då den blev en del av Calne Without, i grevskapet Wiltshire, i England. Civil parish var belägen 6 km från Chippenham och hade 92 invånare år 1881.